# Hán Canh Thủy Đế
Hán Canh Thủy Đế (chữ Hán: 漢更始帝; ? – 25), tên húy Lưu Huyền (劉玄), là Hoàng đế nhà Hán giai đoạn giao thời giữa Tây Hán và Đông Hán. Ông đã tham gia khởi nghĩa Lục Lâm, lật đổ nhà Tân nhưng sau đó đã thất bại trong cuộc chiến tranh với các chư hầu khác cùng tham gia chống nhà Tân.

## Lên ngôi
Lưu Huyền có biểu tự là Thánh Công (圣公), quê ở Thái Dương, Nam Dương (nay là tây nam huyện Tảo Dương, tỉnh Hồ Bắc), vốn là tông thất nhà Hán, cháu 6 đời của Hán Cảnh Đế Lưu Khải.
Năm 17, dưới thời Vương Mãng, khởi nghĩa Lục Lâm chống nhà Tân bùng nổ. Sang năm 22, do ở vùng căn cứ có dịch bệnh, quân Lục Lâm phải chia làm 2 cánh rút khỏi Lục Lâm: một cánh theo Vương Khuông, Vương Phượng, Mã Vũ đi về Nam Dương, gọi là quân Tân Thị; cánh kia theo Vương Thường, Thành Đan đi về Nam Quận gọi là quân Hạ Giang.
Tháng 7 năm 22, quân Tân Thị đi đến huyện Tuỳ, Lưu Huyền đến gia nhập quân Lục Lâm.
Với sự gia nhập sau đó của anh em tông thất khác là Lưu Diễn – Lưu Tú, lực lượng Lục Lâm càng mạnh. Sau những trận thắng liên tiếp, danh tiếng quân Lục Lâm lên rất cao, người đến xin theo rất nhiều, nên lực lượng có 10 vạn người. Lưu Huyền được phong làm Canh Thủy tướng quân.
Trong quân Lục Lâm có chủ trương lập một người hoàng tộc nhà Hán lên làm vua để có danh chính đánh Vương Mãng, khôi phục nhà Hán. Ngoài Lưu Huyền và anh em Lưu Diễn, Lưu Tú, trong quân Lục Lâm còn có các tông thất là Lưu Lương, Lưu Tứ, Lưu Gia. Vương Khuông và Vương Phượng chủ trương lập Lưu Huyền là người tài năng kém và không có vây cánh, thế lực để dễ khống chế, trong khi thiểu số theo Lưu Diễn không tán thành, muốn mình được lập. Cuối cùng, số đông của Vương Khuông thắng thế, Lưu Huyền được lập làm vua, với danh nghĩa khôi phục nhà Hán để đánh nhà Tân. Ông lấy niên hiệu Canh Thủy, tức là vua Canh Thủy Đế.

## Giết Lưu Diễn
Giữa năm 23, quân Lục Lâm chia hai đường đánh Uyển Thành và Côn Dương, đều thắng lợi lớn. Cánh quân chủ lực của Lưu Diễn và Vương Khuông hạ được Uyển Thành, cánh quân thứ hai của Lưu Tú và Vương Phượng đánh tan 42 vạn quân cứu viện của nhà Tân.
Sau khi hạ Uyển Thành, Canh Thủy Đế Lưu Huyền lấy đây làm kinh đô. Lưu Diễn có công đánh chiếm Uyển Thành nên tỏ ra cậy công, bất phục Lưu Huyền, tự xưng là Trụ thiên đại tướng quân. Sợ Lưu Diễn mưu lật đổ, phe Lưu Huyền được Vương Khuông, Thân Đồ Kiến ủng hộ bàn nhau giết Lưu Diễn để trừ hậu hoạ.
Biết một tông thất khác là Lưu Tắc về phe Lưu Diễn và phản đối việc lập Lưu Huyền, ông triệu về phong Tắc làm Kháng uy tướng quân, nghĩa là Tướng quân chống lệnh vua. Tắc đang cầm quân đánh Lỗ Dương, không chịu nhận chức đó, bị Canh Thủy Đế sai các tướng mang quân đến bắt về giết chết. Lưu Diễn có mặt ở đó thấy vậy kiên quyết phản đối, đòi thu lệnh chém Lưu Tắc. Chu Vĩ và Lý Dật bèn khuyên Lưu Huyền nhân đó xử tội luôn Lưu Diễn đồng mưu phản nghịch. Canh Thủy Đế được cơ hội bèn sai bắt luôn Lưu Diễn mang chém vì tội chống đối.

## Đánh đổ nhà Tân
Do Lưu Tú nén lòng không tỏ ra thương xót và để tang Lưu Diễn, lại đến tạ tội với Canh Thủy Đế nên ông không nghi ngờ Lưu Tú. Canh Thủy Đế thấy Lưu Tú có công thắng trận Côn Dương, nhân đó muốn an ủi, phong là Phá lỗ tướng quân, Vũ Tín hầu.
Nhân lúc quân Tân thua tan tác, các thổ hào các vùng nổi dậy cát cứ. Chính quyền nhà Tân lúc đó rất suy yếu, thực tế chỉ còn Trường An và Lạc Dương. Nhân đà thắng lợi, quân Lục Lâm chia làm hai đường tiến đánh nhà Tân. Một cánh do Thân Đồ Kiến và Lý Tùng chỉ huy đánh về phía tây, vào cửa Vũ Quan để tiến vào Trường An; cánh quân kia do Vương Khuông chỉ huy đánh vào Lạc Dương. Đầu tháng 10, quân Lục Lâm tiến vào Trường An giết Vương Mãng, lật đổ nhà Tân.
Lưu Huyền phong cựu hoàng tộc Lưu Tứ làm Đại tư đồ, Lý Tùng làm thừa tướng. Tuy nhiên cũng từ lúc đánh đổ được nhà Tân, không chỉ Canh Thủy Đế mà cả các tướng Vương Khuông, Vương Phượng, Chu Vĩ, Vương Thường, Trương Ngang… sau khi được phong vương một lượt bắt đầu nghĩ đến chuyện hưởng lạc, không lo đánh dẹp các lực lượng cát cứ còn nhiều.
Nghe tin quân Lục Lâm làm chủ Trường An, thủ lĩnh quân khởi nghĩa Xích Mi là Phàn Sùng sai người đến yết kiến và tỏ ý quy phục. Lưu Huyền phong cho các tướng Xích Mi tước hầu. Tuy nhiên một thời gian sau, phe Lục Lâm lại bài xích phe Xích Mi, vì vậy Phàn Sùng và các thủ hạ ly khai Lưu Huyền.
Mặc dù diệt được nhà Tân nhưng phạm vi quản lý của Canh Thủy Đế chỉ bao gồm Quan Trung, Lạc Dương, Giang Hoài và Kinh châu, các nơi khác do các lực lượng nhân danh chống Vương Mãng nổi dậy chiếm giữ. Lưu Huyền bèn cử Lưu Tú đi lên bình định Hà Bắc.

## Phong tước bừa bãi
Tháng 2 năm 24, Lý Tùng và Thân Đồ Kiến sai người đón Canh Thủy Đế vào Trường An. Theo thỉnh cầu của Lý Tùng, Canh Thủy Đế phong bừa cho các họ hàng, tông thất các công thần làm chư hầu, vương. Các tướng trụ cột của Lục Lâm và các hoàng thân tham dự khởi nghĩa đều được phong vương, riêng Lưu Tú vì bị nghi nên không được phong. Do việc Lưu Huyền phong quan chức bừa bãi nên ở Trường An truyền khẩu câu:
Táo hạ dưỡng, Trung lang tướng; Lạn dương bị, Kỵ đô uý; Lạn Dương đầu, Quan nội hầu
Nghĩa là:
Lo nấu nướng, Trung lang tướng; Gọt vỏ bí, Kỵ đô uý; Kho thịt trâu, quan Nội hầu
Canh Thủy Đế lệnh cho Lý Thông, Vương Thường, Lý Dật trấn giữ Quan Đông, cho Triệu Manh nắm giữ nội chính. Triệu Manh bèn dâng con gái cho Lưu Huyền. Canh Thủy Đế ham mê tửu sắc, giao hết việc triều đình cho Triệu Manh. Manh được thể chuyên quyền, giết hại những người chống đối. Có người đề nghị chiêu nạp hiền sĩ, trọng dụng nhân tài, nhưng điều đó trái ý Lưu Huyền nên bị Lưu Huyền bắt bỏ ngục. Vì vậy mọi người đều thất vọng.

## Các lực lượng chống đối
Sau một thời gian Lưu Tú rời Lạc Dương, Canh Thủy Đế lại phái Tạ Cung cầm quân lên Hà Bắc để hợp sức với Lưu Tú trừ Vương Lãng và bình định vùng này, đồng thời canh chừng cử động của Lưu Tú. Sau khi diệt được chính quyền Vương Lãng, cả Lưu Tú và Tạ Cung đều đóng ở Hàm Đan. Lưu Tú tìm cách lung lạc và giết chết Tạ Cung.
Thấy Lưu Tú ra mặt ly khai, Canh Thủy Đế sai Chu Vĩ và Lý Dật mang 30 vạn quân ra đóng ở Lạc Dương. Lưu Tú mang quân đánh lấy quận Hà Nội, làm chủ toàn bộ Hà Bắc, chuẩn bị tiến đánh Quan Trung. Lưu Tú sai Khấu Tuần giữ Hà Nội là nơi giàu có, không bị chiến tranh tàn phá để làm chỗ cung ứng quân lương, sai Phùng Dị giữ Mạnh Tân, kiềm chế quân Chu Vĩ ở Lạc Dương.
Đầu năm 25, Phương Vọng ở Bình Lăng thấy chính quyền Canh Thủy đã loạn, bèn lập vua cũ nhà Tây Hán là Nhũ Tử Anh (Lưu Anh), lúc đó đã 21 tuổi lên ngôi. Lưu Huyền biết tin bèn sai Lý Tùng mang quân trấn áp, giết chết cả Phương Vọng và Lưu Anh.
Thấy chính quyền Canh Thủy hủ bại, thủ lĩnh quân Xích Mi là Phàn Sùng quyết tâm đánh diệt Canh Thủy. Đầu năm 25, hai cánh quân Xích Mi hội nhau ở Hoằng Nông. Quân tiên phong Lục Lâm ra đánh chặn bị quân Xích Mi đánh bại.
Quân Xích Mi tụ được 30 vạn người. Để có danh chính chống Lưu Huyền, khi đi đến Hoa Âm, Phàn Sùng tìm tông thất nhà Hán là cháu của Thành Dương Cảnh vương Lưu Chương tên là Lưu Bồn Tử mới 15 tuổi, đang đi chăn trâu, lập làm vua, đặt niên hiệu là Kiến Thế, tức là vua Kiến Thế Đế, với danh nghĩa tái lập nhà Hán.
Trong khi đó, tháng 6 năm 25, Lưu Tú cũng xưng đế ở Hạo Nam, cũng đặt quốc hiệu là Hán lấy niên hiệu là Kiến Vũ. Như vậy cùng lúc có 3 vua Hán là Lưu Huyền, Lưu Bồn Tử và Lưu Tú.

## Chết ở Trường An
Mùa thu năm 25, quân Xích Mi tiến đến Cao Lăng và sắp vào tới Trường An. Vì quân chủ lực 30 vạn người của Lục Lâm đã giao cho Chu Vĩ đi trấn giữ Lạc Dương nên lực lượng ở lại không đủ mạnh để chống quân Xích Mi. Trong thành Trường An hoảng loạn. Có người khuyên Lưu Huyền vơ vét của cải ở Trường An về Nam Dương như cũ cố thủ, nếu lại thua nữa thì trở lại làm trộm cướp. Canh Thủy Đế không tán thành đề nghị đó, sai Lý Tùng mang quân ra chặn đánh quân Xích Mi nhưng Tùng nhanh chóng bại trận, bị Phàn Sùng bắt sống.
Các đại thần ở Trường An mưu ép Canh Thủy Đế chạy về phía đông. Mưu sự bại lộ, Lưu Huyền giết chết 3 vương chư hầu là Thân Đồ Kiến, Trần Mục và Thành Đan. Các tướng khác là Vương Khuông, Trương Ngang, Liêu Trạm, Hồ Ân bèn mưu sự lần thứ hai, dẫn quân vào đánh Canh Thủy Đế lần nữa để bắt sống mang về đông. Hai bên kịch chiến trong cung Canh Thủy. Lưu Huyền thua trận bỏ chạy về Tân Phong, ra mặt thù địch với các tướng. Không thể tiếp tục hợp tác với Lưu Huyền, Vương Khuông cùng các tướng bèn ra hàng quân Xích Mi.
Quân Xích Mi đánh chiếm được Trường An. Lưu Huyền đường cùng cũng đành phải xin hàng. Tháng 12 năm 25, ông bị quân Xích Mi treo cổ.
Canh Thủy Đế ở ngôi được 3 năm, không rõ bao nhiêu tuổi. Cái chết của Lưu Huyền đánh dấu sự tan rã của quân Lục Lâm. Cái chết này được xem là ứng với câu sấm: "Hài bất hài, tại Xích Mi" - do ông để mất lòng các tướng khởi nghĩa Xích Mi, gây ra thù địch và cuối cùng bị quân Xích Mi giết chết.

## Gia đình
- Tổ phụ: Lưu Lợi (刘利)
- Phụ thân: Lưu Tử Trương (刘子张)
- Mẫu thân: Hà thị
- Thê thiếp:
  - Hàn phu nhân (韩夫人)
  - Triệu phu nhân (赵夫人), con gái Triệu Manh (赵萌)
- Con cái: 
  - Tương Ấp hầu → Thành Dương hầu Lưu Cầu (成阳侯刘求)
  - Cốc Thục hầu Lưu Hâm (谷熟侯刘歆)
  - Thọ Quang hầu Lưu Lý (寿光侯刘鲤)